# Ringer-Weltmeisterschaften 1970
Die Ringer-Weltmeisterschaften 1970 fanden vom 4. bis zum 11. Juli 1970 in Edmonton statt. Es wurde sowohl im griechisch-römischen als auch im freien Stil gerungen. Die Ringer wurden in jeweils zehn Gewichtsklassen unterteilt.

## Griechisch-römisch
Die Wettkämpfe im griechisch-römischen Stil fanden vom 4. bis zum 6. Juli 1970 statt. Bester Ringer der DDR wurde Heinz-Helmut Wehling, der den vierten Platz in der Gewichtsklasse -62 kg belegte.

### Medaillengewinner
| Klasse  | Gold                | Silber             | Bronze               |
| ------- | ------------------- | ------------------ | -------------------- |
| -48 kg  | Gheorghe Berceanu   | Wladimir Subkow    | Bernard Szczepański  |
| -52 kg  | Petar Kirow         | Saburo Sugiyama    | Boško Marinko        |
| -57 kg  | János Varga         | David Hazewinkel   | Rustam Kaskow        |
| -62 kg  | Hideo Fujimoto      | Slavko Koletić     | Georgi Markow        |
| -68 kg  | Roman Rurua         | Simion Popescu     | Tanoue Takashi       |
| -74 kg  | Wiktor Igumenow     | Werner Schröter    | Petros Galaktopoulos |
| -82 kg  | Anatoli Nasarenko   | Petar Krumow       | Milan Nenadić        |
| -90 kg  | Waleri Resanzew     | Czesław Kwieciński | Wenko Zinzarow       |
| -100 kg | Per Svensson        | Ferenc Kiss        | Nikolai Jakowenko    |
| +100 kg | Anatoli Roschtschin | József Csatári     | Nicolae Martinescu   |

### Medaillenspiegel
| Rang | Land               | Gold | Silber | Bronze |
| ---- | ------------------ | ---- | ------ | ------ |
| 1    | Sowjetunion        | 5    | 1      | 2      |
| 2    | Ungarn             | 1    | 2      | 0      |
| 3    | Bulgarien          | 1    | 1      | 2      |
| 4    | Rumänien           | 1    | 1      | 1      |
|      | Japan              | 1    | 1      | 1      |
| 6    | Schweden           | 1    | 0      | 0      |
| 7    | Jugoslawien        | 0    | 1      | 2      |
| 8    | Polen              | 0    | 1      | 1      |
| 9    | BR Deutschland     | 0    | 1      | 0      |
|      | Vereinigte Staaten | 0    | 1      | 0      |
| 11   | Griechenland       | 0    | 0      | 1      |

## Freistil
Die Wettkämpfe im Freistil fanden vom 9. bis zum 11. Juli 1970 statt. Bester deutscher Ringer war Adolf Seger mit einem fünften Platz in der Gewichtsklasse -74 kg.

### Medaillengewinner
| Klasse  | Gold                    | Silber                | Bronze                        |
| ------- | ----------------------- | --------------------- | ----------------------------- |
| -48 kg  | Ibrahim Javadi          | Akihiko Umeda         | Roman Dmitrijew               |
| -52 kg  | Ali Rıza Alan           | Baju Baew             | Mohammad Ghorbani             |
| -57 kg  | Hideaki Yanagida        | An Jae-won            | Jantscho Patrikow             |
| -62 kg  | Shamseddin Seyed Abbasi | Kiyoshi Abe           | Michael Young                 |
| -68 kg  | Abdollah Movahed        | Ismail Juszeinow      | Bobby Douglas                 |
| -74 kg  | Wayne Wells             | Mohammad Farhangdoust | Dandsandardschaagiin Sereeter |
| -82 kg  | Juri Schachmuradow      | Tatsuo Sasaki         | Vasile Iorga                  |
| -90 kg  | Gennadi Strachow        | Bill Harlow           | Makoto Kamada                 |
| -100 kg | Wladimir Guljutkin      | Larry Kristoff        | Gıyasettin Yılmaz             |
| +100 kg | Alexander Medwed        | Osman Duraliew        | Peter Germer                  |

### Medaillenspiegel
| Rang | Land               | Gold | Silber | Bronze |
| ---- | ------------------ | ---- | ------ | ------ |
| 1    | Sowjetunion        | 4    | 0      | 1      |
| 2    | Iran               | 3    | 1      | 1      |
| 3    | Japan              | 1    | 3      | 1      |
| 4    | Vereinigte Staaten | 1    | 2      | 2      |
| 5    | Türkei             | 1    | 0      | 1      |
| 6    | Bulgarien          | 0    | 3      | 1      |
| 7    | Südkorea           | 0    | 1      | 0      |
| 8    | DDR                | 0    | 0      | 1      |
|      | Mongolei           | 0    | 0      | 1      |
|      | Rumänien           | 0    | 0      | 1      |